# 切削工具研削技能士
切削工具研削技能士（せっさくこうぐけんさくぎのうし）とは、国家資格である技能検定制度の一種で、都道府県知事（問題作成等は中央職業能力開発協会、試験の実施等は都道府県職業能力開発協会）が実施する、切削工具研削に関する学科及び実技試験に合格した者をいう。
なお職業能力開発促進法により、切削工具研削技能士資格を持っていないものが切削工具技能士と称することは禁じられている。
切削工具研削技能士は、職業訓練指導員 (機械科)、職業訓練指導員 (製材機械科)の実技試験免除資格になっている。

## 区分
切削工具研削の中で工作機械用切削工具研削作業、超硬刃物研磨作業に分かれる。

## 級別
工作機械用切削工具研削作業、超硬刃物研磨作業ともに1級、2級の別がある。

## 実技作業試験内容

### 切削工具研削(工作機械用切削工具研削作業)
- 1級：万能工具研削盤を使用し、ボーリングカッタ（超硬合金製）の研削を行う。試験時間＝3時間30分
- 2級：万能工具研削盤を使用し、溝入れスローアウェイチップ（超硬合金製）の研削及びエンドミル（高速度工具鋼製）の再研削を行う。試験時間＝3時間40分

### 切削工具研削(超硬刃物研磨作業)
- 1級

1. 万能工具研削盤を使用し、超硬丸のこ(材質K20又はK30、直径300mm、刃数100枚)を研磨する。試験時間＝1時間30分
2. 万能工具研削盤を使用し、超硬カッタ(材質K20又はK30、直径121mm、刃数4枚)を研磨する。試験時間＝1時間20分
3. a又はbのいずれかを選択

- - a：万能工具研削盤を使用し、超硬ルータビット(材質K20又はK30、直径17mm、刃数2枚)を研磨する。試験時間＝50分
  - b：平刃用工具研削盤を使用し、超硬平刃(材質K30、刃長255mm、刃幅50mm、刃厚6mm、平刃2枚)を研磨する。(K30、直径17mm、刃数2枚)を研磨する。試験時間＝1時間
- 2級

1. 万能工具研削盤を使用し、超硬丸のこ(材質K20又はK30、直径300mm、刃数100枚)を研磨する。試験時間＝1時間40分
2. 万能工具研削盤を使用し、超硬カッタ(材質K20又はK30、直径121mm、刃数4枚)を研磨する。試験時間＝1時間30分